# Пам'ятки археології Кегичівського району
У Кегичівському районі Харківської області на обліку перебуває 31 пам'ятка археології.
| № з/п | Охоронний № | Місцезнаходження об'єкту                                                                                            | Назва об'єкту                                | Дослідник, рік обстеження | Розміри        | Кат     | Рішення Харківського ОВК, накази УКіТ | Охоронна зона: розміри, Рішення Харківського ОВК, накази УКіТ |
| ----- | ----------- | --- | -------------------------------------------- | --- | -------------- | ------- | ------------------------------------- | ------------------------------------------------------------- |
| 1.    | 2563        | с. Антонівка Кегичівської сел/р                                                                                     | Кургани.2.III тис. до н. е. — I тис. н. е.   | Шрамко Б. А., д.і.н., Міхеєв В. К., д.і.н., Грубник-Буйнова Л. П. археол. 1977 р.                                                     | Вис. 0,4 м     | Місцева | № 975 від 18.09.97р.                  |                                                               |
| 2.    | 2030        | с. Зелена Діброва Кегичівської сел/р                                                                                | Кургани. 3.III тис. до н. е. — I тис. н. е.  | -<<- | Вис. 0,4-4,0 м | -<<-    | № 413 від 19.08.85р.                  | 50 м.№ 184 від 20.04.87р. (встановлена на 2 кургани)          |
| 3.    | 2031        | с. Землянки Андріївської с/р                                                                                        | Кургани. 2. III тис. до н. е. — I тис. н. е. | -<<- | Вис. 1,0 м     | -<<-    | -<<-                                  | 50 м.№ 184 від 20.04.87р.                                     |
| 4.    | 2032        | с. Калинівка Красненської с/р                                                                                       | Кургани. 4.III тис. до н. е. — I тис. н. е.  | -<<- | Вис. 1,0-2,0 м | -<<-    | -<<-                                  | 50 м.№ 184 від 20.04.87р.                                     |
| 5.    | 2564        | с. Козачі Майдани Шляхівської с/р                                                                                   | Кургани. 2.III тис. до н. е. — I тис. н. е.  | -<<- | Вис. 0,5-1,5 м | -<<-    | № 975 від 18.09.97р.                  |                                                               |
| 6.    | 2033        | с. Лозова Лозівської с/р                                                                                            | Кургани. 13.III тис. до н. е. — I тис. н. е. | -<<- | Вис. 0,6-3,0 м | -<<-    | № 413 від 19.08.85р.                  | 50 м.№ 184 від 20.04.87р. (встановлена на 2 кургани)          |
| 7.    | 2034        | с. Нова Парафіївка Новопарафіївської с/р                                                                            | Кургани. 6.III тис. до н. е. — I тис. н. е.  | -<<- | Вис. 0,4-2,5 м | -<<-    | -<<-                                  | 50 м.№ 184 від 20.04.87р. (встановлена на 3 кургани)          |
| 8.    | 2035        | с. Софіївка Рояківської с/р                                                                                         | Кургани. 2.III тис. до н. е. — I тис. н. е.  | -<<- | Вис. 1,0-2,8 м | -<<-    | -<<-                                  | 50 м.№ 184 від 20.04.87р.                                     |
| 9.    | 2565        | с. Шляхове Чапаєвської сел/р                                                                                        | Кургани. 12.III тис. до н. е. — I тис. н. е. | -<<- | Вис. 0,3-2,0 м | -<<-    | № 975 від 18.09.97р.                  |                                                               |
| 10.   |             | с. Андріївка Андріївської с/ради. 6 курганів, розташовані на північ, північний захід та північний схід від села     | Кургани                                      | Ревенко В. І., зав. відділу охорони пам'яток ХІМ, Бакуменко К. І., зав. сектору пам'яток ХІМ. 2001 р.III тис. до н. е. — I тис. н. е. | вис. 1,0-2,0 м | Об'єкт  | Наказ УКіТ № 394 від 20.12.06р.       |                                                               |
| 11.   |             | с. Артемівка Шляхівської с/ради. 3 кургани, розташовані на північний захід та південний захід від села              | – << –                                       | – << – | вис. 0,6-2,0 м | Об'єкт  | Наказ УКіТ № 25 від 02.03.05р.        |                                                               |
| 12.   |             | с. Бессарабівка Бессарабівської с/ради. 7 курганів, розташовані на захід та схід від села                           | – << –                                       | – << – | вис. 0,8-2,5 м | Об'єкт  | Наказ УКіТ № 25 від 02.03.05р.        |                                                               |
| 13.   |             | с. Власівка Власівськоі с/ради. 12 курганів, розташовані на захід та на південь від села                            | – << –                                       | Бакуменко К. І., зав. сектору охорони пам'яток археології ХІМ. 2001 р. III тис. до н. е. — I тис. н. е.                               | вис. 0,5-2,0 м | Об'єкт  | Наказ УКіТ № 25 від 02.03.05р.        |                                                               |
| 14.   |             | с. Гутирівка Рояківської с/ради. 3 кургани, розташовані на північній околиці села та на захід від села за 1 км      | – << –                                       | Ревенко В. І., зав. відділу охорони пам'яток ХІМ, Бакуменко К. І., зав. сектору пам'яток ХІМ. 2001 р.III тис. до н. е. — I тис. н. е. | вис. 0,5-2,0 м | Об'єкт  | Наказ УКіТ № 25 від 02.03.05р.        |                                                               |
| 15.   |             | с. Золотухівка Медведівської с/ради. 3 кургани, розташовані на південь від села                                     | – << –                                       | Бакуменко К. І., зав. сектору охорони пам'яток археології ХІМ. 2001 р. III тис. до н. е. — I тис. н. е.                               | вис. 0,5-2,5 м | Об'єкт  | Наказ УКіТ № 25 від 02.03.05р.        |                                                               |
| 16.   |             | с. Калюжине Павлівської с/ради. 6 курганів, розташовані навколо села                                                | – << –                                       | Ревенко В. І., зав. відділу охорони пам'яток ХІМ, Бакуменко К. І., зав. сектору пам'яток ХІМ. 2001 р.III тис. до н. е. — I тис. н. е. | вис. 0,5-2,0 м | Об'єкт  | Наказ УКіТ № 25 від 02.03.05р.        |                                                               |
| 17.   |             | с. Карабушине Красненськоі с/ради. 2 кургани, розташовані на південь та південний схід від села                     | – << –                                       | – << – | вис. 1,0-3,0 м | Об'єкт  | Наказ УКіТ № 25 від 02.03.05р.        |                                                               |
| 18.   |             | с. Комунарка Павлівської с/ради. 3 кургани, розташовані на захід за 1,7 км та на північний захід за 1,5 км від села | – << –                                       | – << – | вис. 0,6-2,0 м | Об'єкт  | Наказ УКіТ № 25 від 02.03.05р.        |                                                               |
| 19.   |             | с. Комунарське Чапаєвської с/ради. 11 курганів, розташовані навколо села                                            | – << –                                       | – << – | вис. 0,5-4,0 м | Об'єкт  | Наказ УКіТ № 25 від 02.03.05р.        |                                                               |
| 20.   |             | с. Коханівка Бессарабівської с/ради. 2 кугани, розташовані на південний схід за 1,2 км від села                     | – << –                                       | – << – | вис. 0,9 м     | Об'єкт  | Наказ УКіТ № 25 від 02.03.05р.        |                                                               |
| 21.   |             | с. Краснянське Красненської с/ради. 1 курган, розташовані на південний схід за 1,5 км від села                      | Курган                                       | – << – | вис. 0,6 м     | Об'єкт  | Наказ УКіТ № 25 від 02.03.05р.        |                                                               |
| 22.   |             | с. Крутоярівка Розсохуватської с/ради. 3 кургани, розташовані на південь від південно-західної околиці села за 1 км | Кургани                                      | – << – | вис. 0,8-3,0 м | Об'єкт  | Наказ УКіТ № 25 від 02.03.05р.        |                                                               |
| 23.   |             | с. Мажарка Мажарської с/ради. 3 кургани, розташований на північ за 1,7 км та на схід за 1,5 км від села             | – << –                                       | – << – | вис. 1,0-4,0 м | Об'єкт  | Наказ УКіТ № 25 від 02.03.05р.        |                                                               |
| 24.   |             | с. Медведівка Медведівської с/ради.6 курганів, розташовані на схід та на південь від села                           | – << –                                       | Бакуменко К. І., зав. сектору охорони пам'яток археології ХІМ. 2001 р. III тис. до н. е. — I тис. н. е.                               | вис. 0,3-2,0 м | Об'єкт  | Наказ УКіТ № 25 від 02.03.05р.        |                                                               |
| 25.   |             | с. Павлівка Павлівської с/ради. 8 курганів, розташовані навколо села                                                | – << –                                       | Ревенко В. І., зав. відділу охорони пам'яток ХІМ. 2001 р.III тис. до н. е. — I тис. н. е.                                             | вис. 0,6-2,5 м | Об'єкт  | Наказ УКіТ № 25 від 02.03.05р.        |                                                               |
| 26.   |             | с. Парасковія Парасковіївської с/ради. 2 кургани, розташовані на північ від села                                    | – << –                                       | – << – | вис. 1,3-1,5 м | Об'єкт  | Наказ УКіТ № 25 від 02.03.05р.        |                                                               |
| 27.   |             | с. Розсохувата Розсохуватської с/ради. 7 курганів, розташовані на захід від села                                    | – << –                                       | – << – | вис. 0,5-2,5 м | Об'єкт  | Наказ УКіТ № 25 від 02.03.05р.        |                                                               |
| 28.   |             | с. Рояківка Рояківської с/ради. 4 кургани, розташовані на північ за 0,3 км та на південь за 1 км від села           | – << –                                       | – << – | вис 0,4-2,5 м  | Об'єкт  | Наказ УКіТ № 25 від 02.03.05р.        |                                                               |
| 29.   |             | с. Серго Вовківської с/ради. 6 курганів, розташовані на північ за 1,2 км та на південь за 1,7 км від села           | – << –                                       | – << – | вис. 0,3-3,5 м | Об'єкт  | Наказ УКіТ № 25 від 02.03.05р.        |                                                               |
| 30.   |             | с. Улянівка Чапаєвської сел/ради. 1 курган, розташований на південній околиці села                                  | Курган                                       | – << – | вис. 1,6 м     | Об'єкт  | Наказ УКіТ № 25 від 02.03.05р.        |                                                               |
| 31.   |             | с. Шевченкове Власівської с/ради. 4 кургани, розташовані на західній околиці та на південь від села                 | Кургани                                      | Бакуменко К. І., зав. сектору охорони пам'яток археології ХІМ. 2001 р. Енеоліт.. III тис. до н. е. — I тис. н. е.                     | вис. 1,0-1,5 м | Об'єкт  | Наказ УКіТ № 25 від 02.03.05р.        |                                                               |
|       |             | |                                              | |                |         |                                       |                                                               |

## Джерело
Лист Харківської Облдержадміністрації на запит ВМ УА від 28 березня 2012. Файли доступні на сайті конкурсу WLM.